# Giuncheto
Giuncheto (korziško Ghjunchetu) je naselje in občina v francoskem departmaju Corse-du-Sud regije - otoka Korzika. Leta 1999 je naselje imelo 69 prebivalcev.

## Geografija
Kraj leži v jugozahodnem delu otoka Korzike znotraj ozemlja občine Sartène.

## Uprava
Občina Giuncheto skupaj s sosednjimi občinami Belvédère-Campomoro, Bilia, Foce, Granace, Grossa in Sartène sestavlja kanton Sartène s sedežem v istoimenskem kraju. Kanton je sestavni del okrožja Sartène.
1. ↑  »Populations légales 2016«. Nacionalni inštitut za statistične in gospodarske raziskave. Pridobljeno 25. aprila 2019.